# پریش اسنشن (لوئیزیانا)
اسکنشن پریش (به انگلیسی: Ascension Parish) یک قصبه در ایالات متحده آمریکا است که در لوئیزیانا واقع شده‌است.

## خصوصیات
اسکنشن پریش ۷۸۴٫۷۷ کیلومترمربع مساحت دارد.